# Прапор Ліхтенштейну
Прапор Ліхтенштейну спочатку складався з двох горизонтально розташованих смуг жовтого і червоного родових барв правительської династії. З XIX століття національний прапор став синьо-червоним. Зміна пов'язана з традиційним забарвленням одягу придворних і слуг княжого двору. Синій колір символізує синяву неба над країною, червоний — яскраві заходи сонця в горах Ліхтенштейну.
На Олімпійських іграх 1936 року ліхтенштейнці із засмученням побачили однаковий із їх прапором національний прапор Гаїті. Тому 1937 року на синю смугу прапора Ліхтенштейну була додана коло держака княжа корона — символ княжої влади, єдність династії і народу. З 1988 року введений особливий службовий, а фактично державний прапор, де замість корони в центрі поміщений повний державний герб.

## Дизайн

### Конструкція

Конструкція прапору Ліхтенштейну

|     |
| 3:5 |

|     |
| 2:3 |

|        |
| Вимпел |

|              |
| Вертикальний |

### Символізм
Кольори та символи прапора мають культурне, політичне та регіональне значення. Синій символізує небо, тоді як червоний натякає на «вечірні вогнища», які запалюють у будинках по всій країні. Корона золота або жовта в кольорі.

### Кольорова схема
| Colors Схема | Синій       | Червоний   | Жовтий     | Чорний    |
| ------------ | ----------- | ---------- | ---------- | --------- |
| RAL          | 5010        | 3020       | 1016       | 9005      |
| CMYK         | 100-70-0-50 | 0-96-84-19 | 0-15-77-0  | 0-0-0-100 |
| HEX          | #002780     | #CF0921    | #FFD93B    | #000000   |
| RGB          | 0-39-128    | 207-9-33   | 255-217-59 | 0-0-0     |

## Інші прапори Ліхтенштейну

### Державні прапори
| Прапор | Тривалість   | Використання                | Опис |
| ------ | ------------ | --------------------------- | ---- |
|        | 1912-1957    | Штандарт Князя Ліхтенштейну |      |
|        | 1957-1982    | Штандарт Князя Ліхтенштейну |      |
|        | 1982-дотепер | Штандарт Князя Ліхтенштейну |      |
|        | 1982-дотепер | Штандарт уряду Ліхтенштейну |      |
|        |              | Прапор дому Ліхтенштейнів   |      |
|        |              | Вимпел                      |      |
|        |              | Вертикальний                |      |

### Прапори громад
Кожна з одинадцяти громад має власний прапор.
| Прапор | Громада        | Громада    | Прийнятий | Опис |
| ------ | -------------- | ---------- | --------- | ---- |
|        | Balzers !      | Бальцерс   |           |      |
|        | Eschen !       | Ешен       |           |      |
|        | Gamprin !      | Гампрін    |           |      |
|        | Mauren !       | Маурен     |           |      |
|        | Planken !      | Планкен    |           |      |
|        | Ruggell !      | Руґґель    |           |      |
|        | Schaan !       | Шаан       |           |      |
|        | Schellenberg ! | Шелленберг |           |      |
|        | Triesen !      | Трізен     |           |      |
|        | Triesenberg !  | Трізенберг |           |      |
|        | Vaduz !        | Вадуц      |           |      |

## Історичні прапори
| Прапор | Тривалість    | Використання                  | Опис                                                                                |
| ------ | ------------- | ----------------------------- | ----------------------------------------------------------------------------------- |
|        | Невідомо-1719 | Прапор Шелленбергу            |                                                                                     |
|        | Невідомо-1719 | Прапор графства Вадуц         |                                                                                     |
|        | 1719–1852     | Прапор князівства Ліхтенштейн | Дві горизонтальні золото-червона смуги у співвідношенні 3:5                         |
|        | 1852–1921     | Прапор князівства Ліхтенштейн | Дві вертикальні синьо-червона смуги у співвідношенні 3:5                            |
|        | 1921–1937     | Прапор князівства Ліхтенштейн | Дві горизонтальні синьо-червона смуги у співвідношенні 3:5                          |
|        | 1937–1982     | Прапор князівства Ліхтенштейн | Дві горизонтальні синьо-червона смуги у співвідношенні 3:5 і княжа корона в кантоні |